# 구미시의 시내버스
구미시의 시내버스는 구미시를 관할하여 담당하는 시내버스이며, 운영 업체는 일선교통과 구미버스가 공동으로 배차하고 있다.
천연가스버스는 2007년에 처음 도입했으나, 부분적으로 디젤차량도 운용하고 있다. 2024년부터는 선기동 등지에 수소 충전소가 완공되어 수소연료전지버스의 운행을 시작했다.
전기버스는 무선충전식 전기버스를 시범 운행한 적이 있었으나 잔고장으로 모두 조기에 대폐차됐으며, 일반적인 플러그인식 전기버스는 아직 없다. 2013년 8월 6일 무선충전 전기버스의 시범 운행을 개시하였고, 2014년 3월 25일부터 정식으로 운행했다. 하지만 운용 차량들 중 한국화이바 프리머스 무선충전형은 잦은 잔고장으로 2020년 7월에 모두 조기 폐차됐으며, NEW BS110 무선충전형도 똑같은 이유로 2021년과 2022년에 모두 조기 폐차됐다. 경상북도 최초로 들어온 전기버스이지만 일반적인 플러그인 방식은 아니며, 경상북도 내에서는 포항의 코리아와이드포항에서 플러그인식을 2020년 7월에 처음으로 도입했다.
현재의 버스 체계는 2015년 8월 31일에 전면 개편된 체계이다.

## 운임
| 종류 | 나이                    | 카드 (원) | 현금 (원) |
| ---- | ----------------------- | --------- | --------- |
| 좌석 | 어른 (만 19세 이상)     | 1,900     | 2,000     |
| 좌석 | 청소년 (만 13세 ~ 18세) | 1,300     | 1,600     |
| 좌석 | 어린이 (만 7세 ~ 12세)  | 800       | 1,000     |
| 일반 | 어른 (만 19세 이상)     | 1,500     | 1,500     |
| 일반 | 청소년 (만 13세 ~ 18세) | 850       | 1,200     |
| 일반 | 어린이 (만 7세 ~ 12세)  | 400       | 800       |

- 구미시 관외 구간에서는 시계외요금을 부과했다.[5] 대경선 연계 광역환승제를 시행하면서 시계외요금을 폐지한다.
- 2024년 12월 14일 대경선 개통과 함께 광역환승제를 실시하면서 호환 교통카드 중 iM유페이 관리 선불교통카드는 대경교통카드와 탑패스의 임시 호환을 중단하고, 원패스만 정식 호환하는 것으로 변경된다. 기존 이즐, 티머니, 한페이, 레일플러스 호환은 유지되나, 기존 MIFARE 방식의 마이비카드와 하나로카드는 2023년 10월 1일부터 사용이 중지됐다.

## 환승제도
대경선 연계 광역환승제 도입 전까지는 김천시와 더불어 하차 단말기 없이 최초 승차 시간을 기준으로 환승 기준을 적용했으며, 대경선 개통을 앞두고 환승 기준을 하차 시점으로 변경한다.
구미시 관내에 한하여 최초 승차 후 1시간 이내 2회 무료환승(좌석버스로 환승 시 일반버스와의 차액 지불)이 가능하다.
2013년 11월 1일부터 김천시와 광역환승 협약을 맺어 김천시의 시내버스와 무료 환승이 가능하게 되었다.
2015년에는 칠곡군과 협약을 맺어 2015년 12월부터 구미·김천·칠곡 광역환승으로 확대 시행한다.
2024년 12월 14일 대경선 개통과 함께 기존 김천/칠곡 외 지역 버스와의 광역환승제를 실시한다. 광역환승제 시행을 앞두고 하차단말기를 추가했으며, 환승 방식을 승차 시점에서 하차 시점으로 바꾸기로 했다. 동시에 시계외요금을 폐지했다.

## 구미시 차적의 버스 노선
비고란에 있는 지선 정보는 평일 및 토요일 기준이다. 일요일과 공휴일에는 본선의 운행 횟수, 지선 노선 종류 및 운행 횟수가 달라질 수 있다.
노선 번호 오른쪽에 녹색으로 표시한 노선은 일반버스 노선, 자색은 좌석버스 노선이다.

### 일반버스
| 노선 번호 | 운행구간               | 운행구간 | 운행구간               | 경유지 | 운행 횟수                   | 비고                                                                                       |
| --------- | ---------------------- | -------- | ---------------------- | --- | --------------------------- | ------------------------------------------------------------------------------------------ |
| 10        | 구미역                 | ↔        | 왜관리(왜관남부정류장) | 구미종합터미널, 롯데마트구미점, 공단본부, 구미대교, 황상동입구 , 인동중학교, 인동정류장, 진미동 행정복지센터, 구미3공단 , 장곡초등학교, 장곡중학교, 중동교, 우방신천지타운, 효성해링턴플레이스, 석적읍 행정복지센터, 포남리, 호국평화기념관 ,왜관북부정류장 | 21회                        |                                                                                            |
| 13(0,1-1) | 구미역                 | ↔        | 축산물유통센터         | 남통동 | 766회                       | 일반 493회, 좌석 273회 공차회송 노선                                                       |
| 20        | 봉곡청마루             | ↔        | 구미역                 | 선주초등학교, 현대아파트, 도량2동, 가톨릭요양병원 | 41회                        |                                                                                            |
| 20-1      | 봉곡청마루             | ↔        | 구미역                 | E편한세상, 현대아파트, 도량2동, 가톨릭요양병원 | 18회                        |                                                                                            |
| 20-2      | 봉곡청마루             | ↔        | 구미역                 | 선주초등학교, 현대아파트, 원호동, 구미고 | 4회                         |                                                                                            |
| 20-3      | 봉곡청마루             | ↔        | 구미역                 | 선주초등학교→ 도량2동→ 가톨릭요양병원→ 구미역→ 주공5단지→ 구미고→ 원호동→ 선주초등학교 | 1회                         |                                                                                            |
| 21        | 봉곡청마루             | ↔        | 구미역                 | 선주초등학교, 주공5단지, 구미역, 원평1동 | 19회                        |                                                                                            |
| 22        | 봉곡청마루             | ↔        | 광평동 홈플러스        | 현대아파트, 구미중학교, 구미고등학교, 구미역, 푸르지오캐슬, 형곡중학교, 시청, 구미터미널, 롯데마트, 이마트 | 3회                         |                                                                                            |
| 23        | 봉곡청마루             | ↔        | 광평동 홈플러스        | 현대아파트, 도량1동, 주공5단지, 구미역, 푸르지오캐슬, 시청후문, 구미터미널, 신평시장, 비산사거리, 롯데마트, 이마트 | 3회                         |                                                                                            |
| 24        | 문성2지구              | ↔        | 구미역                 | 문성리, 원호동, 구미중학교, 구미고등학교 | 49회 구미역행 37회 구미역발 | 2회 구운초교→문성리 (문성2지구 미경유)                                                     |
| 24-1      | 문성2지구 구운초등학교 | → ←      | 구미역                 | 문성리, 원호동, 구미중학교, 구미고등학교 | 2회                         |                                                                                            |
| 25        | 문성2지구              | →        | 구미역                 | 문성리, 원호동, 구미중학교, 구미고등학교 | 12회                        | 24번 공백 시간대 운행                                                                      |
| 26        | 구미역                 | ↔        | 괴평                   | 구미터미널, 지산동주민센터, 농산물도매시장, 송림네거리, 구운초등학교, 다식 | 10회                        |                                                                                            |
| 26-1      | 원호동                 | ↔        | 괴평                   | 구미중학교, 구미고등학교, 구미역, 이후 26번과 동일 | 1회                         |                                                                                            |
| 26-2      | 구미역                 | ↔        | 송림네거리             | 구미터미널, 지산동, 괴평3리, 다식, 구운초등학교 | 4회                         | 양방향 각2회 대평마을 경유                                                                 |
| 27        | 구미대학교             | ↔        | 금오산                 | 봉곡네거리, 주공5단지, 구미역, 금오초등학교, 경북외고 | 9회                         |                                                                                            |
| 28        | 구미역                 | ↔        | 대망                   | 구미역→ 지산동주민센터→ 농산물도매시장→ 향곡현일고→ 고아읍→ 대망리→ 원호동→ 구미고등학교→ 구미역 | 2회                         |                                                                                            |
| 28-1      | 구미역                 | ↔        | 대망                   | 구미역→ 구미고등학교→ 원호동→ 대망리→ 고아읍→ 향곡현일고→ 농산물도매시장→ 지산동주민센터→ 구미역→ 원호동 | 1회                         |                                                                                            |
| 29        | 구미역                 | ↔        | 문성2지구              | 푸르지오캐슬, 시청후문, 구미터미널, 지산동주민센터 | 11회                        |                                                                                            |
| 60        | 오태1동                | →        | 오태1동                | 오태1동→ 오태2동→ 늘푸른아파트→ 대동아파트→ 임오동주민센터→ 오태1동 | 4회                         |                                                                                            |
| 60-1      | 오태1동                | →        | 오태1동                | 오태1동→ 오태2동→ 늘푸른아파트→ 대동아파트→ 오태2동→ 오태1동 | 2회                         |                                                                                            |
| 70        | 선산                   | ↔        | 청소년수련관           | 선산읍사무소, 선산고등학교 | 3회                         |                                                                                            |
| 70-1      | 선산                   | ↔        | 황산                   | | 3회                         |                                                                                            |
| 70-2      | 선산                   | →        | 선산                   | 원2리→ 원리→ 원3리→ 고아읍 | 3회                         | 1회 원3리 회차                                                                             |
| 70-3      | 선산                   | →        | 선산                   | 선산읍사무소→ 죽장리→ 소재리→ 습례리→ 내고리 | 2회                         | 1회 습례발 선산읍사무소 경유                                                               |
| 70-4      | 선산                   | ↔        | 북산1리                | 내고리, 북산2리, 예산초등학교 | 2회                         |                                                                                            |
| 71        | 선산                   | ↔        | 안곡                   | 죽장리, 덕촌리, 무이리, 무을면, 수다사입구 | 5회 선산발 4회 안곡발       | 2회 수다사 경유 1회 안곡발 선산읍사무소 경유                                               |
| 71-1      | 선산                   | ↔        | 안곡                   | 덕촌리, 웅곡리, 백자리, 무이리, 원리, 무을면, 무등리, 오가리, 수다사입구 | 2회 선산발 3회 안곡발       | 선산발 무등리 미경유                                                                       |
| 72        | 선산                   | ↔        | 산촌입구               | 선산읍사무소, 죽장리, 덕촌, 선산휴게소, 태봉리 | 3회                         |                                                                                            |
| 72-1      | 선산                   | ↔        | 용포분교               | 선산읍사무소, 죽장리, 덕촌, 선산휴게소, 태봉리 | 2회                         |                                                                                            |
| 72-2      | 선산                   | ↔        | 낙동                   | 생곡삼거리, 초곡, 옥성, 구미원예공사, 구봉 | 3회                         |                                                                                            |
| 72-3      | 선산                   | ↔        | 낙동                   | 덕촌→ 선산휴게소→ 산촌입구→ 산촌리→ 어구산입구→ 구봉→ 낙동→ 구봉→ 옥성→ 초곡→ 생곡 | 2회                         | 1회 이문동 경유                                                                            |
| 72-4      | 선산                   | ↔        | 낙동                   | 생곡→ 초곡→ 옥성→ 구봉→ 낙동→ 구봉→ 어구산입구→ 산촌리→ 산촌입구→ 선산휴게소→ 덕촌 | 1회                         |                                                                                            |
| 72-5      | 선산                   | ↔        | 구봉                   | 생곡→ 초곡→ 옥성→ 구봉→ 어구산입구→ 산촌리→ 산촌입구→ 선산휴게소→ 대원2리→ 덕촌 | 1회                         |                                                                                            |
| 72-6      | 선산                   | ↔        | 구봉삼거리             | 생곡→ 초곡→ 옥성→ 구봉삼거리→ 어구산입구→ 산촌리→ 산촌입구→ 선산휴게소→ 대원2리→ 덕촌 | 2회                         | 선산행 1회 선산읍사무소 경유                                                               |
| 72-7      | 선산                   | →        | 선산                   | 선산읍사무소→ 죽장리→ 덕촌→ 주야→ 옥성→ 초곡→ 생곡삼거리 | 2회                         |                                                                                            |
| 73        | 선산                   | ↔        | 용산                   | 생곡삼거리, 일선교, 도개, 신곡→ 동산리→ 용산2리→ 가산리 | 4회                         |                                                                                            |
| 73-1      | 선산                   | ↔        | 용산                   | 독동, 일선교, 도개, 신곡→ 동산리→ 용산2리→ 가산리, 도개→ 선산은 73번과 동일 | 1회                         |                                                                                            |
| 73-2      | 선산                   | ↔        | 다곡리                 | 선산대교, 도개2리, 다곡리, 땅재 | 4회                         |                                                                                            |
| 73-3      | 선산                   | ↔        | 소보                   | 생곡삼거리, 일선교, 구미보, 해평, 도문1리, 도산리 | 3회                         |                                                                                            |
| 74        | 선산                   | ↔        | 해평                   | 생곡삼거리, 일선교, 구미보 | 6회                         |                                                                                            |
| 74-1      | 선산                   | ↔        | 경운대                 | 생곡삼거리, 일선교, 구미보, 해평, 괴곡리, 산동 | 3회                         |                                                                                            |
| 74-2      | 선산                   | →        | 경운대                 | 생곡삼거리, 일선교, 도개2리, 구미보, 해평, 괴곡리, 산동 | 1회                         |                                                                                            |
| 74-3      | 해평                   | →        | 선산                   | 구미보, 일선교, 독동 | 1회                         |                                                                                            |
| 74-4      | 선산                   | ↔        | 해평                   | 생곡삼거리, 일선교, 구미보, 해평→ 송곡리→ 도리사→ 창림리→ 해평 | 2회                         |                                                                                            |
| 78        | 선산                   | ↔        | 장천                   | 생곡삼거리, 일선교, 구미보, 해평, 괴곡리, 산동, 경운대 | 1회 선산발 2회 장천발       |                                                                                            |
| 78-1      | 선산                   | →        | 장천                   | 생곡삼거리, 일선교, 구미보, 해평, 괴곡리, 산동, 임천부등대, 장천, 경운대, 산동 | 1회                         | 산동 종착                                                                                  |
| 78-2      | 장천                   | →        | 산동                   | 임천부등대 | 1회                         |                                                                                            |
| 78-3      | 선산                   | →        | 장천                   | 생곡삼거리, 다곡리, 소보, 송산리, 환경자원화시설, 산동, 경운대 | 1회                         |                                                                                            |
| 78-4      | 산동                   | →        | 선산                   | 괴곡리, 해평, 구미보, 일선교, 생곡삼거리 | 1회                         |                                                                                            |
| 83        | 장천                   | ↔        | 오로실                 | 하장삼거리, 상림리, 금산 | 5회                         |                                                                                            |
| 84        | 장천                   | ↔        | 명곡                   | 여남입구 | 4회                         |                                                                                            |
| 85        | 장천                   | ↔        | 묵어                   | 하장삼거리 | 3회                         |                                                                                            |
| 86        | 장천                   | ↔        | 와래마을               | 하장삼거리 | 1회                         |                                                                                            |
| 90        | 인동                   | ↔        | 해평                   | 황상입구, 4공단입구, 옥계대백타운, 산동, 괴곡삼거리, 해평 | 23회                        | 2회 구미역 출발 성수1리 1회 경유 해평발 1회 금오공대 경유 및 구미여고→ 구미고→ 구미역 운행 |
| 90-2      | 인동                   | ↔        | 옥계대백타운           | 황상입구, 성원아파트, 4공단입구 | 1회                         |                                                                                            |
| 91        | 황상                   | ↔        | 금오공대               | 황상입구, 인동정류장, 강동병원→ 인동고등학교→ 구평부영아파트→ 진평대우아파트→ 인의초등학교 (양방향 노선 순환 방향 동일), 인동정류장, 옥계대우아파트 | 12회                        |                                                                                            |
| 92        | 인동                   | ↔        | 장천                   | 황상입구, 4공단입구, 구미코, 임봉, 하장삼거리 | 13회 인동발 12회 장천발     |                                                                                            |
| 92-1      | 인동                   | ↔        | 경운대                 | 황상입구, 4공단입구, 구미코, 임봉, 하장삼거리, 장천 | 4회 인동발 5회 장천발       |                                                                                            |
| 93        | 인동                   | ↔        | 양호동                 | 황상입구, 성원아파트, 옥계대우아파트, 금오공대 | 8회                         |                                                                                            |
| 94        | 인동                   | ↔        | 신장                   | 황상입구, 성원아파트, 양포동주민센터, 와래마을입구 | 5회                         |                                                                                            |
| 95        | 인동                   | ↔        | 산동                   | 황상입구, 성원아파트, 4공단입구, 우미린아파트, 신당리 | 3회 인동발 4회 산동발       |                                                                                            |
| 95-1      | 인동                   | ↔        | 장천                   | 황상입구, 성원아파트, 4공단입구, 우미린아파트, 신당리, 산동, 경운대 | 3회                         | 1회 구미역 출발 1회 경운대→ 인동                                                           |
| 95-2      | 인동                   | ↔        | 해평                   | 황상입구, 성원아파트, 4공단입구, 우미린아파트, 신당리, 산동, 괴곡삼거리 | 2회 인동발 1회 인동행       | 1회 금오공대 경유                                                                          |
| 96        | 산동                   | ↔        | 송산                   | 환경자원화시설, 송산리 | 2회                         |                                                                                            |
| 97        | 금오공대               | ↔        | 장천                   | 4공단입구, 구미코, 임봉 | 5회                         |                                                                                            |
| 140       | 구미역                 | ↔        | 순천향병원             | 푸르지오캐슬, 시청후문, 구미터미널, 신평시장, 비산사거리→ 평생교육원→ 순천향병원→ 공단본부→ 비산사거리 | 50회                        |                                                                                            |
| 140-1     | 봉곡청마루 구미역      | → ←      | 순천향병원             | 현대아파트→ 도량1동→ 주공5단지→ 구미역, 이후 140번과 동일 | 4회                         |                                                                                            |
| 140-2     | 구미역 봉곡청마루      | → ←      | 순천향병원             | 140번과 동일, 이후 구미역→ 주공5단지→ 도량1동→ 현대아파트 | 3회                         |                                                                                            |
| 140-3     | 구미역 원호동          | → ←      | 순천향병원             | 140번과 동일, 이후 구미역→ 구미고→ 구미여고 | 2회                         |                                                                                            |
| 140-4     | 문성네거리 구미역      | → ←      | 순천향병원             | 원호동→ 구미여고→ 구미고→ 구미역, 이후 140번과 동일 | 2회                         |                                                                                            |
| 140-5     | 구미역 문성네거리      | → ←      | 순천향병원             | 140번과 동일, 이후 구미역→ 구미고→ 구미여고→ 원호동 | 2회                         |                                                                                            |
| 140-6     | 구미역 봉곡청마루      | → ←      | 순천향병원             | 140번과 동일, 이후 구미역→ 구미고→ 원호동→ 현대아파트 | 1회                         |                                                                                            |
| 140-7     | 원호동 구미역          | → ←      | 순천향병원             | 구미여고→ 구미고→ 구미역, 이후 140번과 동일 | 1회                         |                                                                                            |
| 161       | 구미역                 | ↔        | 오태1동                | 푸르지오캐슬, 시청후문, 롯데마트, 이마트, 광평동주민센터, 홈플러스, 상모초등학교, 상모고, 코오롱하늘채 | 6회                         |                                                                                            |
| 162       | 구미역                 | ↔        | 지경리                 | 구미터미널, 공단본부, 공단파라디아아파트, 코오롱하늘채, 늘푸른아파트, 북삼현대아파트, 북삼초등학교 | 3회 구미발 4회 지경리발     |                                                                                            |
| 162-1     | 구미역                 | →        | 지경리                 | 구미터미널, 공단본부, 공단파라디아아파트, 코오롱하늘채, 늘푸른아파트, 북삼초등학교 | 1회                         |                                                                                            |
| 171       | 구미역                 | ↔        | 선산                   | 비둘기아파트, 시청, 구미터미널, 지산동주민센터, 현일중고, 고아읍 | 39회 구미발 35회 선산발     |                                                                                            |
| 171-1     | 원호동                 | →        | 선산                   | 구미여고→ 구미고→ 구미역, 이후 171번과 동일 | 1회                         |                                                                                            |
| 171-2     | 구미역                 | ↔        | 선산                   | 비둘기아파트, 형곡중학교, 형남중학교, 시청, 구미터미널, 지산동주민센터, 현일중고, 고아읍 | 1회                         |                                                                                            |
| 171-3     | 원호동                 | ↔        | 선산                   | 구미여고, 구미고, 구미역, 이후 171-2번과 동일 | 1회                         |                                                                                            |
| 171-4     | 선산                   | →        | 구미역                 | 고아읍→ 현일중고→ 지산동주민센터 | 5회                         |                                                                                            |
| 172       | 구미역                 | ↔        | 선산                   | 구미고, 원호동, 현일중고, 고아읍 | 2회                         |                                                                                            |
| 173       | 구미역                 | ↔        | 선산                   | 주공5단지, 선주원남주민센터, 현대아파트, 원호동, 현일중고, 고아읍 | 2회                         |                                                                                            |
| 174       | 구미역                 | ↔        | 선산                   | 봉곡동입구, 구미대학교, 아포역, 서당, 횡산입구, 대망입구, 고아읍 | 3회                         |                                                                                            |
| 174-1     | 구미역                 | →        | 선산                   | 봉곡동입구, 구미대학교, 아포역, 경북과학기술고, 예2리, 서당, 횡산, 대망입구, 고아읍 | 1회 구미역발                |                                                                                            |
| 174-2     | 선산                   | →        | 구미역                 | 고아읍, 대망입구, 횡산, 서당, 아포역, 구미대학교, 봉곡동입구 | 1회 선산발                  |                                                                                            |
| 175       | 구미역                 | ↔        | 해평                   | 지산동주민센터, 문성2지구, 봉한리 | 4회                         |                                                                                            |
| 180       | 구미역                 | ↔        | 구평동 예다음아파트    | 푸르지오캐슬, 시청후문, 구미종합터미널, 롯데마트, 공단본부, 진평동, 인동도서관 | 7회                         | 전기버스 운행                                                                              |
| 181       | 구미역                 | ↔        | 황상                   | 푸르지오캐슬, 형곡중학교, 시청, 구미종합터미널, 롯데마트, 공단본부, 인동정류장 | 20회                        |                                                                                            |
| 182       | 구미역                 | ↔        | 황상                   | 푸르지오캐슬, 시청후문, 금오고, 순천향병원, 전자공고, 인동정류장 | 4회 구미역발 5회 황상발     |                                                                                            |
| 182-1     | 봉곡청마루             | →        | 황상                   | 현대아파트→ 도량1동→ 주공5단지→ 구미역, 이후 182번과 동일 | 1회 청마루발                |                                                                                            |
| 182-2     | 구미역                 | ↔        | 황상                   | 금오시장입구, 구미종합터미널, 신평시장, 비산사거리, 공단본부, 동구미이마트, 인동 | 4회                         |                                                                                            |
| 183       | 구미역                 | ↔        | 황상                   | 금오시장입구, 구미종합터미널, 롯데마트, 공단본부, 동구미이마트, 인동 | 4회 구미역발 5회 황상발     |                                                                                            |
| 184       | 구미역                 | ↔        | 인동                   | 금오시장입구, 구미종합터미널, 롯데마트, 공단본부 | 15회 구미역발 16회 인동발   |                                                                                            |
| 190       | 구미역                 | ↔        | 옥계E편한세상          | 푸르지오캐슬, 시청후문, 구미종합터미널, 신평시장, 비산사거리, 금오공대, 4공단입구 | 8회                         |                                                                                            |
| 190-1     | 봉곡청마루 구미역      | → ←      | 옥계E편한세상          | 현대아파트→ 도량1동→ 주공5단지→ 구미역, 이후 190번과 동일 | 1회                         |                                                                                            |
| 190-2     | 원호동 구미역          | → ←      | 옥계E편한세상          | 구미여고→ 구미고→ 구미역, 이후 190번과 동일 | 1회                         |                                                                                            |
| 190-3     | 구미역                 | ↔        | 금오공과대학교         | 푸르지오캐슬, 시청후문, 구미종합터미널, 신평시장, 비산사거리, 산호대교 | 11회                        |                                                                                            |
| 191       | 구미역                 | ↔        | 옥계E편한세상          | 푸르지오캐슬, 형곡중학교, 차병원, 상공회의소, 신평시장, 비산사거리, 금오공대, 4공단입구 | 10회 구미역발 9회 옥계발    |                                                                                            |
| 191-2     | 옥계E편한세상          | →        | 봉곡청마루             | 191번과 동일, 이후 구미역→ 구미고→ 원호동→ 현대아파트 | 1회 옥계발                  |                                                                                            |
| 194       | 구미역                 | ↔        | 양호동                 | 푸르지오캐슬, 시청후문, 구미종합터미널, 신평시장, 비산사거리, 산호대교 | 2회                         |                                                                                            |
| 195       | 구미역                 | ↔        | 4공단(아사히글라스)    | 구미종합터미널, 롯데마트, 공단본부, 금오공과대학교, 4공단입구, 구미코 | 10회                        | 전기버스 운행 신설노선                                                                     |
| 196       | 구미역                 | ↔        | 경운대학교             | 구미종합터미널, 비산사거리, 공단본부, 금오공과대학교, 4공단입구, 옥계우미린, 확장단지, 산동초교 | 18회                        | 신설노선                                                                                   |
| 340       | 구미역                 | ↔        | 순천향병원             | 푸르지오캐슬, 형곡중학교, 차병원, 상공회의소, 신평시장, 비산사거리→ 공단본부→ 순천향병원→ 평생교육원→ 비산사거리 | 50회                        | 1회 구미여고→ 구미고→ 구미역 1회 구미여고→ 구미고→ 순천향병원→ 형곡동                      |
| 340-1     | 원호동 구미역          | → ←      | 순천향병원             | 구미여고→ 구미고→ 구미역 이후 340번과 동일 | 3회                         |                                                                                            |
| 340-2     | 봉곡청마루 구미역      | → ←      | 순천향병원             | 현대아파트→ 원호동→ 구미고→ 구미역 이후 340번과 동일 | 4회                         |                                                                                            |
| 340-3     | 봉곡청마루 구미역      | → ←      | 순천향병원             | 현대아파트→ 도량1동→ 주공5단지→ 구미역 이후 340번과 동일 | 1회                         |                                                                                            |
| 340-4     | 구미역 봉곡청마루      | → ←      | 순천향병원             | 340번과 동일, 이후 구미역→ 구미고→ 원호동→ 현대아파트 | 3회                         |                                                                                            |
| 340-5     | 구미역 문성네거리      | → ←      | 순천향병원             | 340번과 동일, 이후 구미역→ 구미고→ 원호동 | 3회                         |                                                                                            |
| 340-6     | 문성네거리 구미역      | → ←      | 순천향병원             | 원호동→ 구미고→ 구미역 이후 340번과 동일 | 2회                         |                                                                                            |
| 340-7     | 문성네거리 구미역      | → ←      | 순천향병원             | 원호동→ 도량1동→ 도량2동입구→ 구미역 이후 340번과 동일 | 2회                         | 1회 도봉초→ 문성                                                                           |
| 340-9     | 구미역 원호동          | → ←      | 순천향병원             | 340번과 동일, 이후 구미역→ 구미고→ 구미여고 | 1회                         |                                                                                            |
| 360       | 구미역                 | ↔        | 숭오리                 | 푸르지오캐슬, 형곡중학교, 차병원, 금오고, 사곡동, 박정희대통령생가, 우방신세계, 늘푸른아파트 | 38회 구미역발 37회 구미역행 | 1회 구미여고→ 구미고→ 구미역                                                               |
| 360-1     | 봉곡청마루             | ↔        | 숭오리                 | 현대아파트, 도량1동, 주공5단지, 구미역 이후 360번과 동일 | 2회 청마루발 1회 숭오리발   |                                                                                            |
| 360-2     | 원호동                 | ↔        | 숭오리                 | 구미여고, 구미고, 구미역 이후 360번과 동일 | 1회                         |                                                                                            |
| 360-3     | 숭오리                 | →        | 봉곡청마루             | 360번과 동일, 이후 구미고→ 원호동→ 현대아파트 | 1회 숭오리발                |                                                                                            |
| 361       | 구미역                 | ↔        | 숭오리                 | 푸르지오캐슬, 형곡중학교, 차병원, 금오고, 상모고, 늘푸른아파트 | 2회 구미역발 3회 숭오리발   |                                                                                            |
| 380       | 구미역                 | ↔        | 황상                   | 푸르지오캐슬, 형남중학교, 새마을로, 사곡동, 임오동, 순천향병원, 인동정류장 | 31회                        |                                                                                            |
| 380-1     | 구미역                 | ↔        | 옥계대백아파트         | 푸르지오캐슬, 형남중학교, 새마을로, 사곡동, 임오동, 순천향병원, 인동정류장, 황상정류장, 4공단입구 | 1회                         |                                                                                            |
| 380-2     | 구미역                 | ↔        | 황상                   | 푸르지오캐슬, 형남중학교, 새마을로, 사곡고, 임오동, 순천향병원, 인동정류장 | 1회                         |                                                                                            |
| 380-3     | 구미역                 | ←        | 황상                   | 푸르지오캐슬, 형남중학교, 차병원, 금오고, 사곡동, 임오동, 순천향병원, 인동정류장 | 2회 황상발                  |                                                                                            |
| 380-4     | 봉곡청마루             | →        | 황상                   | E편한세상→ 도량2동→ 주공5단지→ 구미역, 이후 380번과 동일 | 1회 청마루발                |                                                                                            |
| 410       | 구미역                 | ↔        | 상모동                 | 푸르지오캐슬, 시청후문, 롯데마트→ 광평동주민센터→ 상모초등학교→ 우방신세계→ 임오동주민센터→ 순천향병원→ 공단본부→ 롯데마트 | 16회                        | 1회 구미여고→ 구미고→ 구미역                                                               |
| 410-1     | 구미역 원호동          | → ←      | 상모동                 | 410번과 동일, 이후 구미역→ 구미고→ 구미여고 | 3회                         | 1회 원호동→ 문성리→ 문성2지구                                                              |
| 410-2     | 원호동 구미역          | → ←      | 상모동                 | 구미여고→ 구미고→ 구미역 이후 410번과 동일 | 2회                         |                                                                                            |
| 410-3     | 봉곡청마루 원호동      | → ←      | 오태2동                | 현대아파트→ 원호동→ 구미고→ 구미역→ 시청후문→ 광평동주민센터→ 상모동 상모동→ 순천향병원→ 공단본부→ 롯데마트→ 시청후문→ 구미역→ 구미고→ 구미여고 | 1회                         |                                                                                            |
| 410-4     | 원호동 구미역          | → ←      | 상모동                 | 구미고→ 주공5단지→ 구미역 이후 410번과 동일 | 1회                         |                                                                                            |
| 410-5     | 구미역 원호동          | → ←      | 상모동                 | 410번과 동일, 이후 구미역→ 주공5단지→ 구미고 | 1회                         |                                                                                            |
| 410-6     | 문성네거리 구미역      | → ←      | 상모동                 | 원호동→ 구미고→ 주공5단지→ 구미역 이후 410번과 동일 | 1회                         |                                                                                            |
| 410-7     | 구미역 문성네거리      | → ←      | 상모동                 | 410번과 동일, 이후 구미역→ 구미고→ 원호동 | 1회                         |                                                                                            |
| 411       | 구미역                 | ↔        | 상모동                 | 푸르지오캐슬, 시청후문, 롯데마트→ 공단본부→ 순천향병원→ 임오동주민센터→ 우방신세계→ 상모중학교→ 광평동주민센터→ 롯데마트 | 13회                        |                                                                                            |
| 411-1     | 원호동 구미역          | → ←      | 상모동                 | 구미여고→ 구미고→ 구미역 이후 411번과 동일 | 3회                         |                                                                                            |
| 411-2     | 구미역                 | ↔        | 오태2동                | 푸르지오캐슬, 시청후문, 롯데마트→ 공단본부→ 순천향병원→ 오태1동→ 오태2동→ 우방신세계→ 상모중학교→ 광평동주민센터→ 롯데마트 | 3회                         |                                                                                            |
| 411-3     | 봉곡청마루 구미역      | → ←      | 상모동                 | 현대아파트→ 원호동→ 구미고→ 구미역 이후 411번과 동일 | 2회                         |                                                                                            |
| 411-4     | 구미역 봉곡청마루      | → ←      | 상모동                 | 411번과 동일, 이후 구미역→ 구미고→ 원호동→ 현대아파트 | 2회                         |                                                                                            |
| 411-5     | 봉곡청마루 구미역      | → ←      | 상모동 오태1동         | 현대아파트→ 원호동→ 구미고→ 구미역 이후 411번과 동일 (오태1동 경유) | 1회                         |                                                                                            |
| 411-6     | 구미역 원호동          | → ←      | 상모동                 | 411번과 동일, 이후 구미역→ 구미고→ 구미여고 | 1회                         |                                                                                            |
| 411-7     | 구미역 원호동          | → ←      | 상모동                 | 시청후문→ 공단본부→ 순천향병원→ 임오동주민센터→ 상모고→ 새마을로→ 형곡중→ 구미역→ 구미고 | 1회                         |                                                                                            |
| 411-8     | 문성네거리 구미역      | → ←      | 상모동                 | 원호동→ 구미고→ 구미역 이후 411번과 동일 | 1회                         |                                                                                            |
| 411-9     | 구미역 문성네거리      | → ←      | 상모동                 | 411번과 동일, 이후 구미역→ 주공5단지→ 구미고→ 원호동 | 1회                         |                                                                                            |
| 460       | 구미역                 | ↔        | 상모동                 | 시청후문→ 신평시장→ 비산보성타운→ 순천향병원→ 임오동주민센터→ 상모중학교→ 롯데마트→ 시청→ 형남중 | 1회                         |                                                                                            |
| 461       | 구미역                 | ↔        | 상모동                 | 푸르지오캐슬, 시청후문, 롯데마트→ 광평동주민센터→ 상모초등학교→ 임오동주민센터→ 순천향병원→ 비산보성타운→ 신평시장 | 2회                         |                                                                                            |
| 881       | 구미역                 | ↔        | 천평                   | 구미종합터미널, 공단본부, 인동정류장, 인동고입구, 구평초등학교, 송학리 | 13회 구미발 14회 천평발     |                                                                                            |
| 881-1     | 원호동                 | →        | 천평                   | 구미여고→ 구미고→ 구미역 이후 881번과 동일, 장천 경유 | 1회 원호발                  |                                                                                            |
| 882       | 구미역                 | ↔        | 성곡리                 | 시청후문, 신평시장, 공단본부, 인동정류장, 동락공원, 구미3공단, 중리부영아파트 | 4회 구미발 3회 성곡발       |                                                                                            |
| 882-1     | 성곡리                 | →        | 원호동                 | 882번과 동일, 이후 구미역→ 구미고→ 구미여고 | 1회 성곡발                  |                                                                                            |
| 883       | 구미역                 | ↔        | 장천                   | 구미종합터미널, 공단본부, 인동정류장, 인동고입구, 구평초등학교, 송학리 | 6회 구미발 7회 장천발       |                                                                                            |
| 883-1     | 구미역                 | ↔        | 경운대                 | 구미종합터미널, 공단본부, 인동정류장, 인동고입구, 구평초등학교, 송학리, 장천 | 3회 구미발 2회 장천발       |                                                                                            |
| 884       | 구미역                 | ↔        | 장천                   | 구미종합터미널, 공단본부, 인동정류장, 인동고입구, 구평초등학교, 신장리 | 2회 구미발 3회 장천발       |                                                                                            |
| 884-1     | 구미역                 | ↔        | 경운대                 | 구미종합터미널, 공단본부, 인동정류장, 인동고입구, 구평초등학교, 신장리, 장천 | 2회                         |                                                                                            |
| 884-2     | 구미역                 | →        | 장천                   | 구미종합터미널, 공단본부, 인동정류장, 인동고입구, 구평초등학교, 신장리, 장천, 천평 | 1회 구미발                  |                                                                                            |
| 885       | 구미역                 | ↔        | 동명                   | 구미종합터미널, 공단본부, 인동정류장, 인동고입구, 구평초등학교, 송학리, 천평, 다부 | 5회 구미발 6회 동명발       |                                                                                            |
| 885-1     | 구미역                 | →        | 동명                   | 구미종합터미널, 공단본부, 인동정류장, 인동고입구, 구평초등학교, 송학리, 장천, 천평, 다부 | 1회 구미발                  |                                                                                            |

### 좌석버스
| 노선 번호 | 운행구간          | 운행구간 | 운행구간            | 경유지 | 운행 횟수                   | 비고                                |
| --------- | ----------------- | -------- | ------------------- | --- | --------------------------- | ----------------------------------- |
| 120       | 구미역            | ↔        | 남율리(효성해링턴)  | 금오산사거리, 금오시장 - (→ 오성예식장 →/← 구미종합터미널 ←) - 롯데마트 - 공단본부, 구미세무서, 순천향병원, 직물협업단지, 성안합성, 남구미대교, 한국합섬, 중리부영A, 장곡중, 우방신천지타운 | 7회                         |                                     |
| 160       | 구미역            | ↔        | 인평중학교          | 금오산사거리, 시청후문, 구미터미널, 롯데마트, E마트, 홈플러스, 사곡동, 상모동, 북삼중학교                                                                                                   | 24회 구미역발 25회 인평중발 | 3회 북삼농협 경유                   |
| 160-1     | 봉곡청마루        | →        | 인평중학교          | 현대아파트, 도량2동, 주공5단지, 구미역, 이하 160번과 동일 | 1회 청마루발                |                                     |
| 170       | 구미역            | ↔        | 선산                | 지산동, 현일중고, 고아읍 | 54회                        | 1회 구미여고→ 구미고→ 5주공→ 구미역 |
| 170-2     | 원호동            | ↔        | 선산                | 구미여고, 구미고, 구미역 이후 170번과 동일 | 2회                         |                                     |
| 185       | 구미역            | ↔        | 황상                | 구미종합터미널, 신평시장, 비산사거리, 세무서사거리, 인동정류장 | 26회 구미발 28회 황상발     | 1회 구미여고→ 구미고→ 구미역        |
| 185-1     | 봉곡청마루        | →        | 황상                | 현대아파트→ 도량1동→ 주공5단지→ 구미역 이후 185번과 동일 | 1회 청마루발                |                                     |
| 185-2     | 원호동            | ↔        | 황상                | 구미여고, 구미고, 구미역 이후 185번과 동일 | 3회 원호발 2회 황상발       |                                     |
| 186       | 구미역            | ↔        | 황상                | 푸르지오캐슬, 형곡중학교, 시청, 구미종합터미널, 롯데마트, 공단본부, 인동정류장 | 6회                         |                                     |
| 187       | 구미역            | ↔        | 구평동              | 시청후문, 구미종합터미널, 롯데마트, 공단본부, 인동정류장, 인동도서관→ 인동고등학교→ 구평휴먼시아→ 진평대우아파트→ 인의초등학교                                                              | 25회                        |                                     |
| 187-1     | 봉곡청마루 구미역 | → ←      | 구평동              | 현대아파트→ 도량1동→ 주공5단지→ 구미역→ 시청후문→ 터미널→ 신평시장→ 비산→ 인동정류장, 이후 187번과 동일, 터미널→ 시청→ 형곡중학교                                                           | 1회                         |                                     |
| 188       | 구미역            | ↔        | 구평동              | 푸르지오캐슬, 시청후문, 구미종합터미널, 롯데마트, 광평동, 순천향병원, 인동정류장, 인동도서관→ 인동고등학교→ 구평휴먼시아→ 진평대우아파트→ 인의초등학교                                      | 12회                        |                                     |
| 192       | 구미역            | ↔        | 해평                | 구미종합터미널, 롯데마트, 공단본부, 금오공과대학교, 옥계대백, 4공단, 산동, 괴곡삼거리 | 8회 구미역발 9회 구미역행   |                                     |
| 193       | 구미역            | ↔        | 장천                | 구미종합터미널, 신평시장, 비산사거리, 금오공과대학교, 4공단입구, 구미코, 임봉 | 6회                         |                                     |
| 193-2     | 구미역            | ↔        | 장천                | 구미종합터미널, 신평시장, 비산사거리, 금오공과대학교, 4공단입구, 산동, 경운대 | 1회                         |                                     |
| 260       | 구미역            | ↔        | 괴평                | 지산동, 문성, 송림네거리, 구운초등학교 | 3회                         |                                     |
| 710       | 선산              | ↔        | 안곡                | 죽장리, 덕촌리, 무을면사무소 | 4회                         |                                     |
| 730       | 선산              | ↔        | 용산                | 생곡삼거리, 일선교, 도개, 신곡→ 동산리→ 용산2리→ 가산리 | 2회                         |                                     |
| 740       | 선산              | ↔        | 해평                | 생곡삼거리, 일선교, 구미보 | 2회                         |                                     |
| 890       | 구미역            | ↔        | 해평                | 구미종합터미널, 롯데마트, 공단본부, 인동정류장, 옥계대백, 4공단, 산동, 괴곡삼거리 | 16회 구미역발 15회 구미역행 | 1회 구미역 행 금오공대 경유         |
| 891       | 구미역            | ↔        | 옥계대백아파트      | 시청후문, 구미종합터미널, 롯데마트, 공단본부, 인동정류장, 4공단입구 | 6회 구미역발 5회 구미역행   |                                     |
| 891-1     | 구미역            | ↔        | 경운대학교          | 시청후문, 구미종합터미널, 롯데마트, 공단본부, 인동정류장, 옥계대백, 4공단, 산동 | 2회                         |                                     |
| 891-2     | 구미역            | ←        | 옥계대백아파트      | 구미종합터미널, 롯데마트, 공단본부, 금오공대, 4공단입구 | 1회 옥계발                  |                                     |
| 900       | 구미역            | ↔        | 4공단(아사히글라스) | 시청후문, 구미종합터미널, 강변코오롱하늘채, 금오공과대학교, 4공단입구, 옥계우미린, 구미코                                                                                                   | 12회                        | 신설노선                            |
| 910       | 구미역            | ↔        | 중흥S클래스         | 구미종합터미널, 공단본부, 4공단입구, 물내음공원 | 6회                         | 신설노선                            |

### 왜관 방면 버스
| 노선 번호 | 운행구간 | 운행구간 | 운행구간 | 경유지 | 운행 횟수 | 비고                                            |
| --------- | -------- | -------- | -------- | --- | --------- | ----------------------------------------------- |
| 10        | 구미역   | ↔        | 왜관남부 | 구미종합터미널, 롯데마트, 공단본부, 인동, 3공단, 중리부영아파트, 석적, 효성해링턴, 왜관북부                    | 20회      | 1회 원호동 출발                                 |
| 10-1      | 왜관남부 | →        | 왜관남부 | 왜관북부, 포남리, 효성해링턴아파트, 중리부영아파트, 성곡리, 중리부영아파트, 효성해링턴아파트, 포남리, 왜관북부 | 2회       |                                                 |
| 10-2      | 왜관남부 | →        | 왜관남부 | 순심여고, 금산리, 칠곡산업단지, 삼청동, 순심여고                                                               | 1회       | 10번 구미역발 첫차 왜관남부 착 후 10-2 변경운행 |
| 11        | 구미역   | ↔        | 왜관남부 | 구미종합터미널, 롯데마트, 공단본부, 순천향병원, 상모동, 북삼, 약목, 왜관북부                                   | 37회      | 구미발 2회 공단본부 미경유                      |
| 11-1      | 왜관남부 | ↔        | 지경리   | 왜관북부, 관호리, 약목, 어로리                                                                                 | 2회       |                                                 |
| 11-2      | 왜관남부 | →        | 왜관남부 | 순심여고, 삼청동, 칠곡산업단지, 금산리, 순심여고                                                               | 1회       | 오후 시간대 운행                                |
| 11-3      | 왜관남부 | ↔        | 숭오리   | 왜관북부, 관호리, 약목, 율리, 북삼, 북삼현대아파트                                                             | 1회       | 아침 시간대 운행                                |
| 11-4      | 왜관남부 | ↔        | 오평리   | 왜관북부, 관호리, 약목, 오평리, 덕산리                                                                         | 3회       |                                                 |
| 11-5      | 왜관남부 | ↔        | 삼청동   | 순심중고교, 문화복지회                                                                                         | 4회       |                                                 |
| 11-6      | 왜관남부 | ↔        | 덕산리   | 왜관북부, 관호리, 약목, 덕산리, 오평리                                                                         | 2회       |                                                 |
| 12        | 구미역   | ↔        | 석적     | 구미종합터미널, 롯데마트, 공단본부, 순천향병원, 남구미대교, 중리                                               | 6회       |                                                 |
| 110       | 구미역   | ↔        | 왜관남부 | 구미종합터미널, 롯데마트, 공단본부, 인동정류장, 3공단, 중리부영아파트, 석적, 왜관북부                          | 5회       |                                                 |
| 111       | 구미역   | ↔        | 왜관남부 | 구미종합터미널, 롯데마트, 공단본부, 순천향병원, 상모동, 북삼, 약목, 왜관북부                                   | 23회      |                                                 |
| 120       | 구미역   | ↔        | 석적     | 구미종합터미널, 롯데마트, 공단본부, 순천향병원, 남구미대교, 중리                                               | 6회       |                                                 |

### 김천 방면 버스
| 노선 번호 | 운행구간          | 운행구간 | 운행구간       | 경유지 | 운행 횟수 | 비고                             |
| --------- | ----------------- | -------- | -------------- | --- | --------- | -------------------------------- |
| 51        | 김천터미널        | ↔        | 아포역         | 성의중고, 초곡리, 대신, 경북과학기술고→ 의리→ 지동→ 아포역→ 경북과학기술고                                            | 1회       | 구미시 미경유                    |
| 51-1      | 김천터미널        | ↔        | 금오공과대학교 | 성의중고, 초곡리, 대신, 경북과학기술고, 의리, 지동, 아포역, 구미대학교, 구미역, 구미종합터미널, 신평시장, 비산사거리, | 3회       |                                  |
| 52        | 김천터미널        | ↔        | 선산           | 성의중고, 초곡리, 대신, 아포역, 서당, 고아읍                                                                          | 1회       |                                  |
| 52-1      | 김천구미역 아포역 | ↔        | 선산           | (초곡리), 아포역, 서당, 고아읍                                                                                        | 3회 2회   | 1회 지2동 경유                   |
| 53        | 김천터미널        | ↔        | 구미터미널     | 성의중고, 초곡리, 대신, 아포역, 구미대학교, 구미역                                                                    | 28회      | 1회 도량2동 경유 1회 제석리 경유 |
| 53-1      | 김천터미널        | ↔        | 구미터미널     | 성의중고, 초곡리, 대신, 아포농공단지, 아포역, 구미대학교, 구미역                                                      | 4회       |                                  |
| 55        | 김천터미널        | ↔        | 오태1동        | 성의중고, 초곡리, 대신, 아포역, 구미대학교, 구미역, 구미종합터미널, 공단본부, 순천향병원                              | 8회       |                                  |
| 57        | 김천터미널        | ↔        | 금오공과대학교 | 성의중고, 초곡리, 대신, 아포역, 구미대학교, 구미역, 구미종합터미널, 신평시장, 비산사거리                              | 14회      |                                  |
| 553       | 김천터미널        | ↔        | 구미터미널     | 성의중고, 김천(구미)역, 초곡리, 대신, 아포역, 구미대학교, 구미역                                                      | 10회 9회  |                                  |
| 554       | 김천(구미)역      | ↔        | 구미터미널     | 초곡리, 대신, 아포역, 구미대학교, 구미역                                                                              | 2회       |                                  |
| 555-1     | 김천터미널        | ↔        | 구미터미널     | 성의중고, 초곡리, 대신, 아포역, 구미대학교, 구미역                                                                    | 7회 8회   |                                  |
| 557       | 김천터미널        | ↔        | 금오공과대학교 | 성의중고, 초곡리, 대신, 아포역, 구미대학교, 구미역, 구미종합터미널, 신평시장, 비산사거리                              | 3회       |                                  |

### KTX 리무진
| 노선 번호       | 운행구간   | 운행구간 | 운행구간   | 경유지                                                                                                 | 운행 횟수 | 비고 |
| --------------- | ---------- | -------- | ---------- | --- | --------- | ---- |
| 5000 KTX 리무진 | 김천터미널 | ↔        | 구미터미널 | 성의중고, 김천(구미)역, 아포역, 구미대학, 구미역                                                       | 16회      |      |
| 5100 KTX 리무진 | 김천터미널 | ↔        | 황상       | 성의중고, 김천(구미)역, 아포역, 구미대학, 구미역, 구미종합터미널, 공단본부, 인동정류장                 | 6회       |      |
| 5200 KTX 리무진 | 김천터미널 | ↔        | 양포동     | 성의중고, 김천(구미)역, 아포역, 구미대학, 구미역, 구미종합터미널, 신평시장, 비산사거리, 금오공과대학교 | 4회       |      |

### 공단순환버스
1공단, 3공단, 4공단을 순환하는 공단순환버스는 2013년 12월 3일부터 운행을 개시하였다.
| 노선 번호      | 운행구간        | 운행구간 | 운행구간         | 경유지                                                                                           | 운행 횟수 | 비고                                      |
| -------------- | --------------- | -------- | ---------------- | ------------------------------------------------------------------------------------------------ | --------- | ----------------------------------------- |
| 101 공단순환   | 공단1동주민센터 | ↔        | 박정희대통령생가 | LIG넥스원, KTG, 공단본부, 순천향병원, 대우전자네거리, 동부한농, 신창메디칼, 코오롱하늘채, 상모동 | 6회       |                                           |
| 101-1 공단순환 | 구미역          | ↔        | 공단1동주민센터  | 구미종합터미널, 신평시장                                                                         | 3회       |                                           |
| 303 공단순환   | 황상            | ↔        | 3공단            | 인동, 진미동주민센터, 경북경제진흥원→ 하수처리장→ LG디스플레이→ 삼성코닝정밀소재                 | 10회      |                                           |
| 303-1 공단순환 | 황상            | ↔        | 영무예다음아파트 | 인동, 인동도서관→ 인동고→ 구평동→ 인동주민센터→ 인의초입구                                       | 8회       | 2회 신동마을 경유 3회 인동주민센터 미경유 |
| 404 공단순환   | 금오공대        | ↔        | 구미코           | 4공단입구, 옥계휴먼시아, 우미린→ 아사히글라스→ 구미코→ 근로자문화센터→ 우미린                    | 16회      |                                           |
| 404-1 공단순환 | 금오공대        | ↔        | 신당중흥S클래스  | 4공단입구, 옥계우미린                                                                            | 12회      |                                           |

### 학생 노선
| 노선 번호 | 운행구간       | 운행구간 | 운행구간       | 경유지 | 운행 횟수 | 비고 |
| --------- | -------------- | -------- | -------------- | --- | --------- | ---- |
| 999       | 창신아파트     | →        | 경북과학기술고 | 대동아파트, 상모중학교, 형남중학교, 형곡중학교, 비둘기아파트, 구미고, 원호동, 봉곡네거리, 구미대학교, 아포역 | 1회       |      |
| 999       | 경북과학기술고 | →        | 금오산네거리   | 구미대학교, 봉곡청마루, 현대아파트, 원호동, 구미고                                                           | 1회       |      |

## 운수 업체
- 구미버스
- 일선교통

## 갤러리

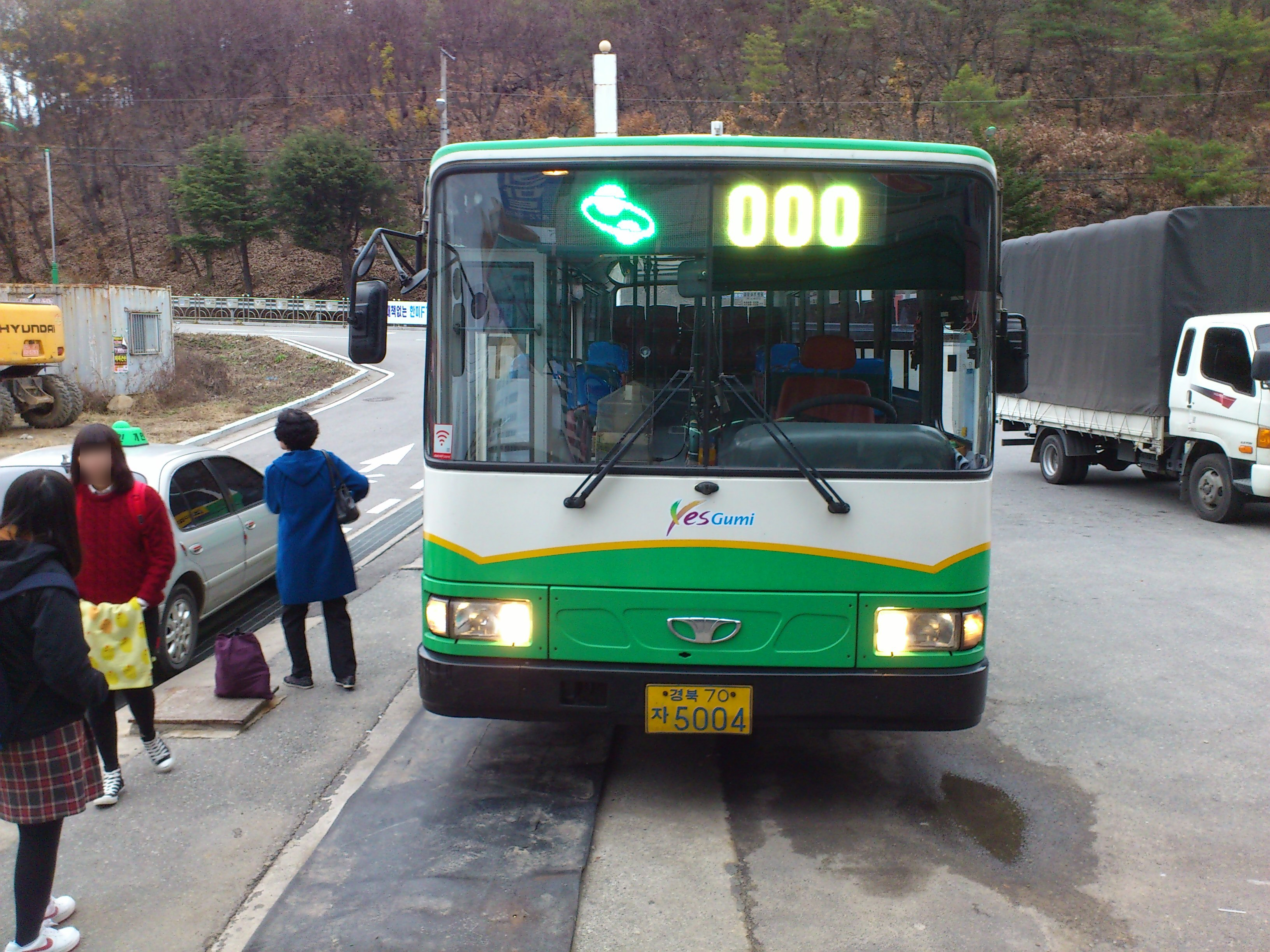
장천버스정류장에서 72번 노선 운행을 하기 전 대기하고 있는 5004호 차량.
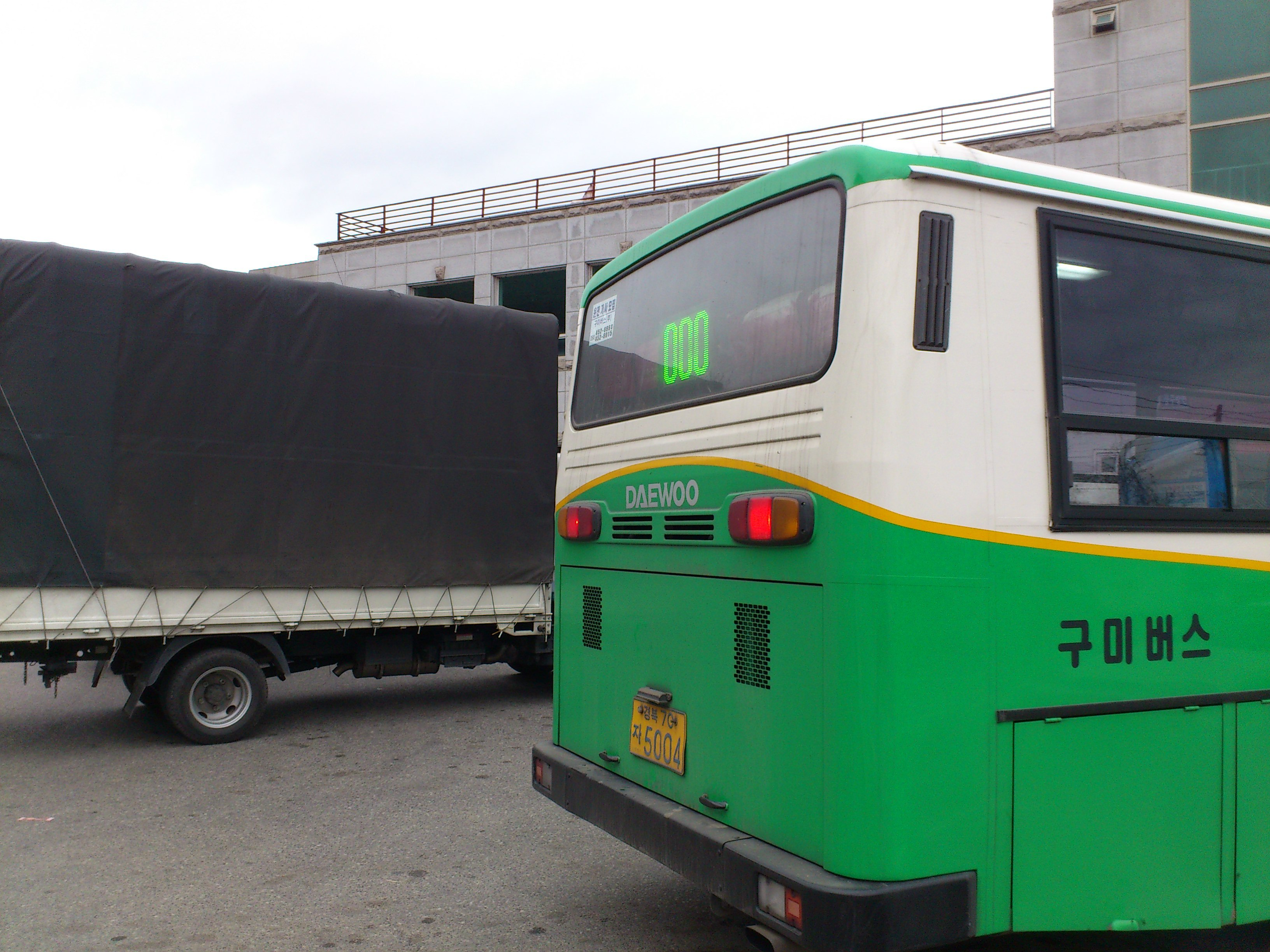
장천버스정류장에서 대기하고 있는 5004호 차량의 뒤에 달린 LED행선판.
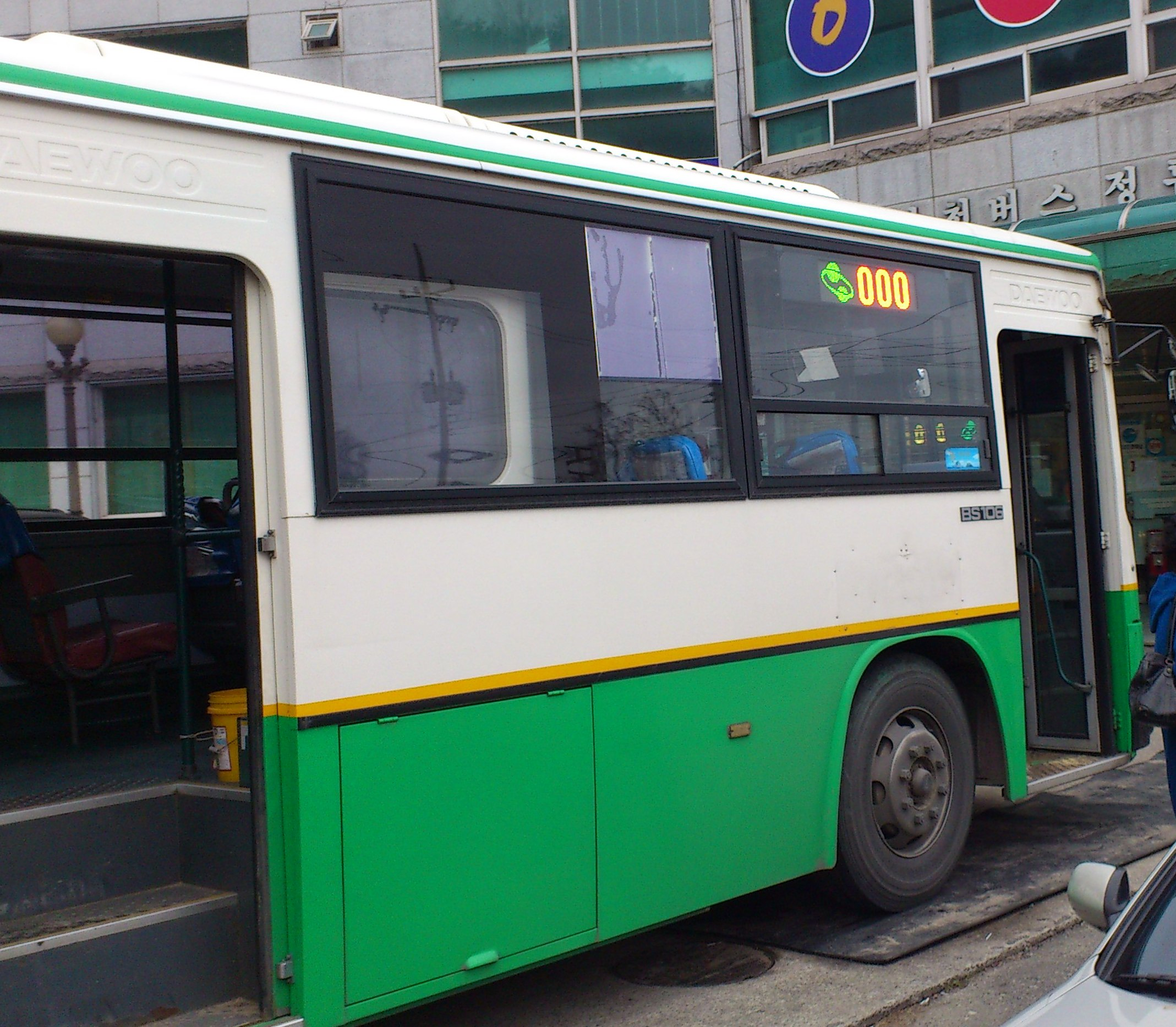
장천버스정류장에서 대기하고 있는 5004호 차량의 옆에 달린 LED행선판.
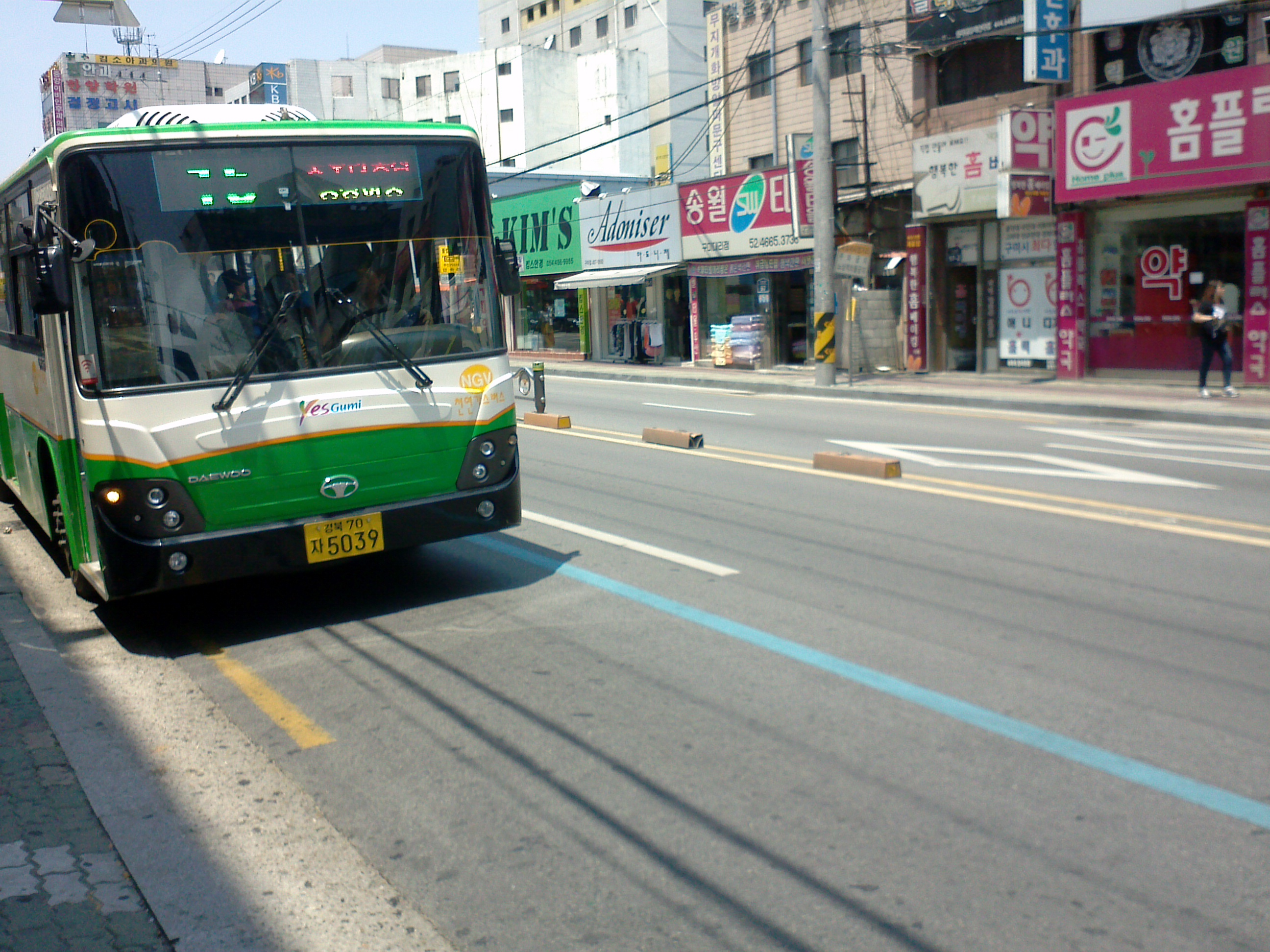
15번 노선을 운행하고 있는 5039호 차량
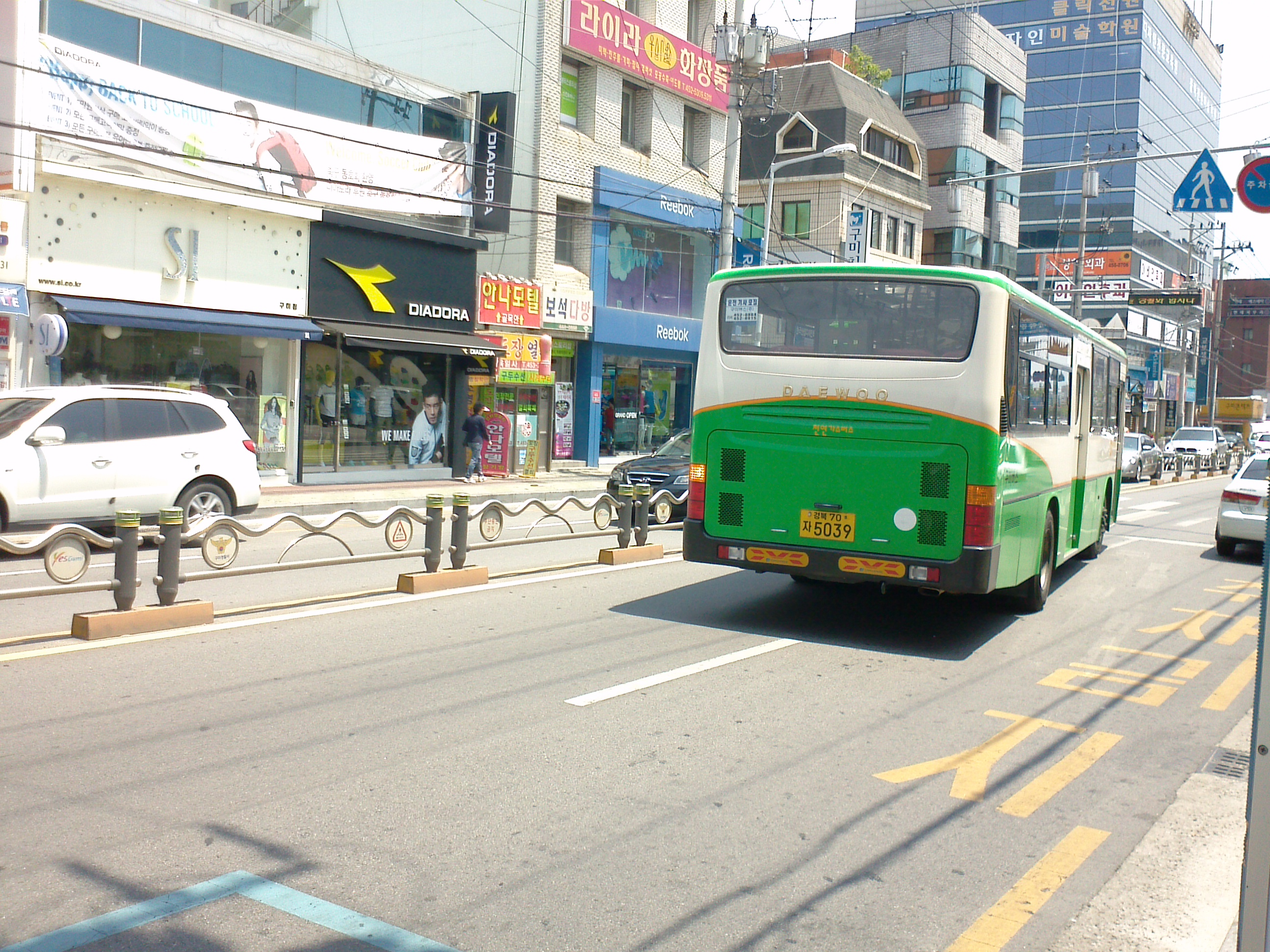
15번 노선을 운행하고 있는 5039호 차량의 후면 LED 행선판
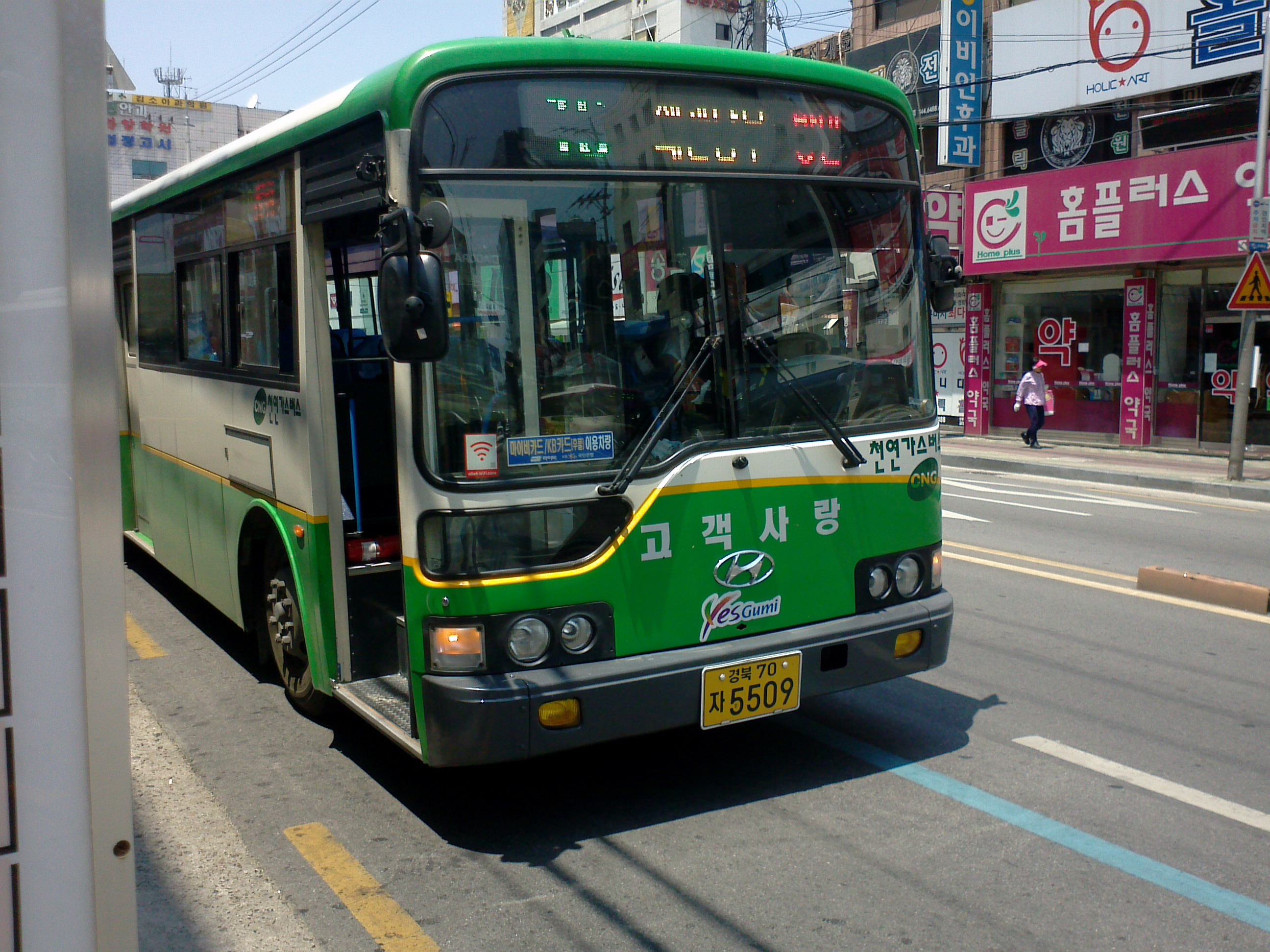
10번 노선을 운행하고 있는 5509호 차량
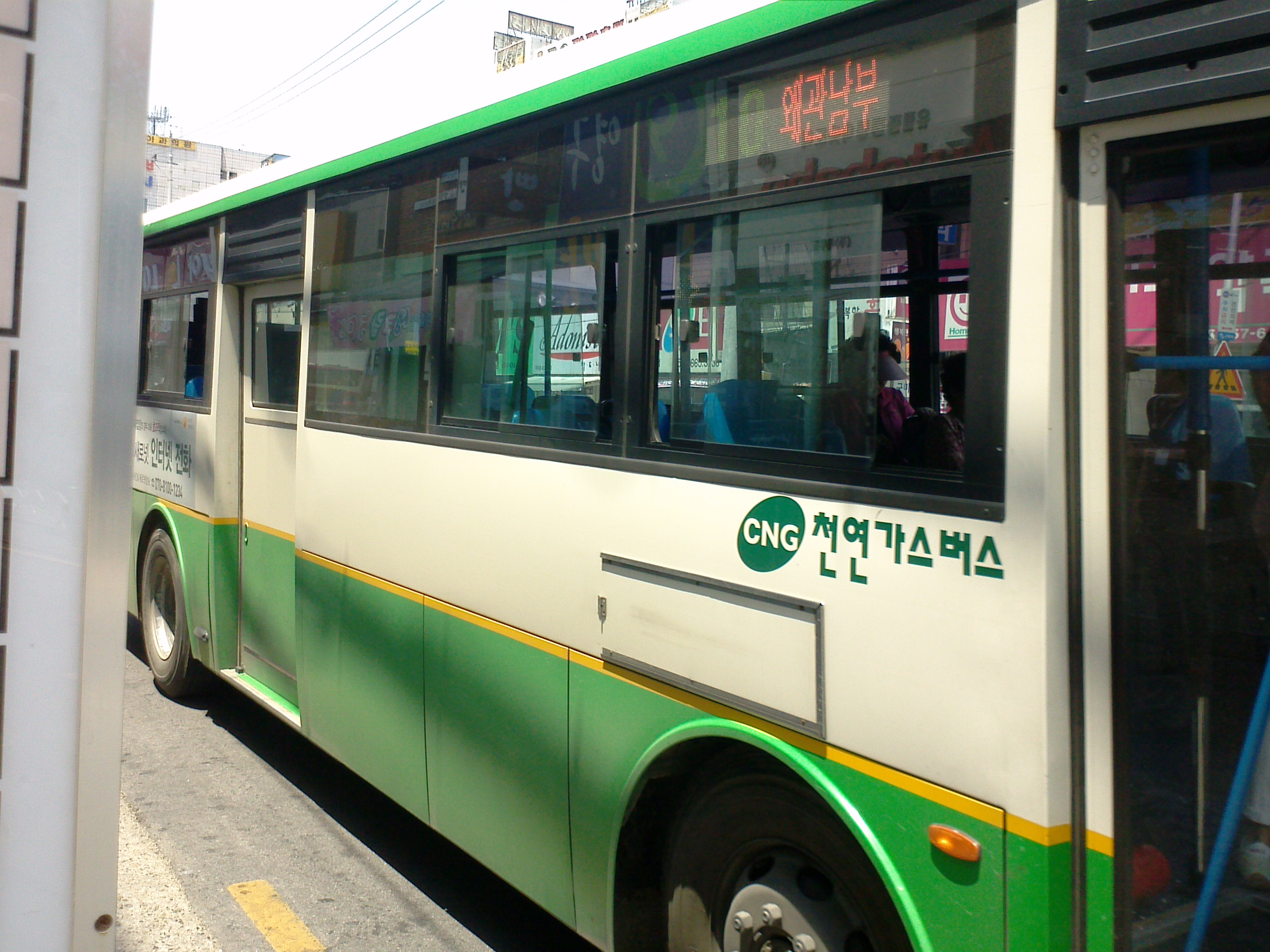
10번 노선을 운행하고 있는 5509호 차량의 옆면 LED 행선판
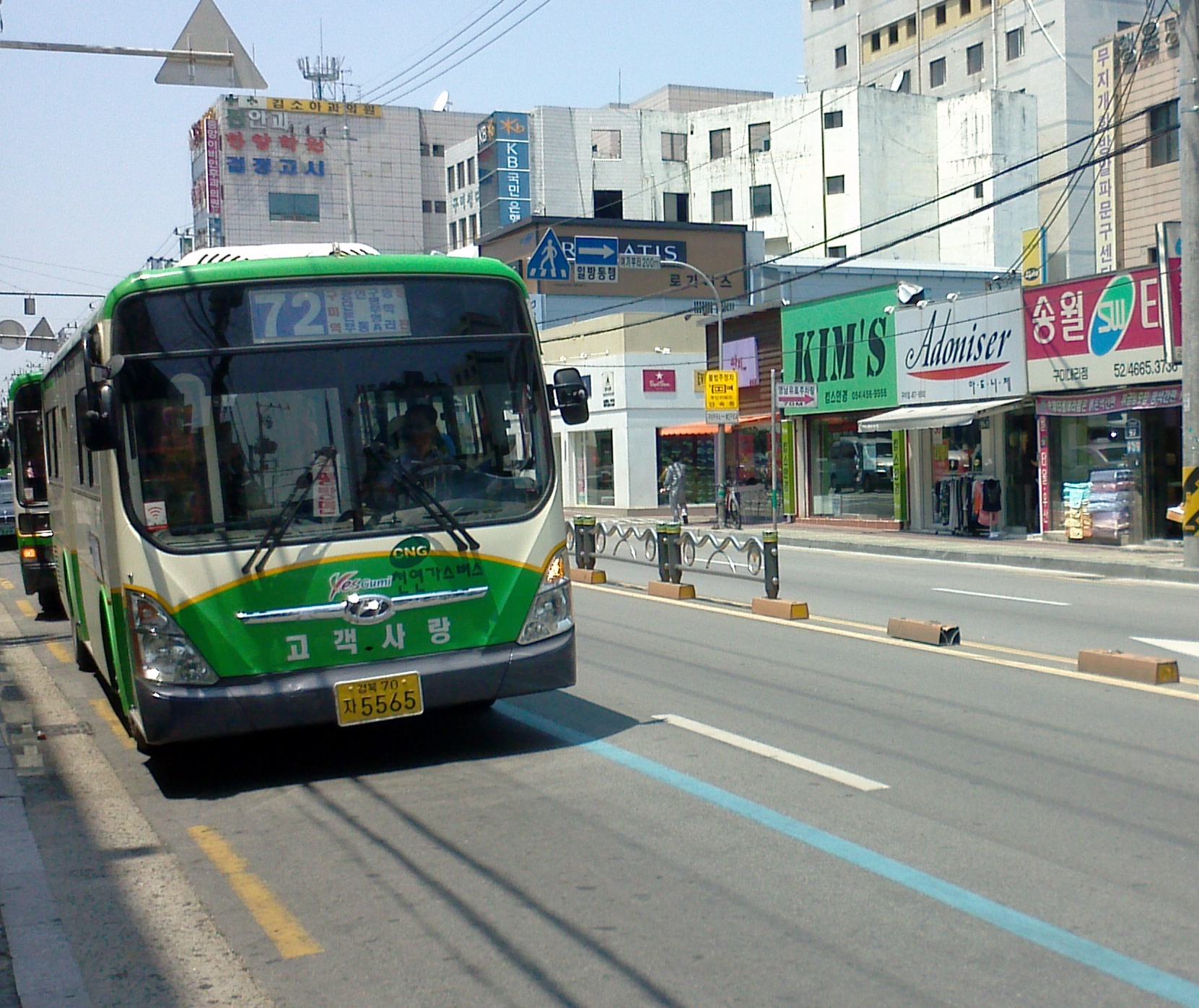
구미 시내버스 72번 버스.
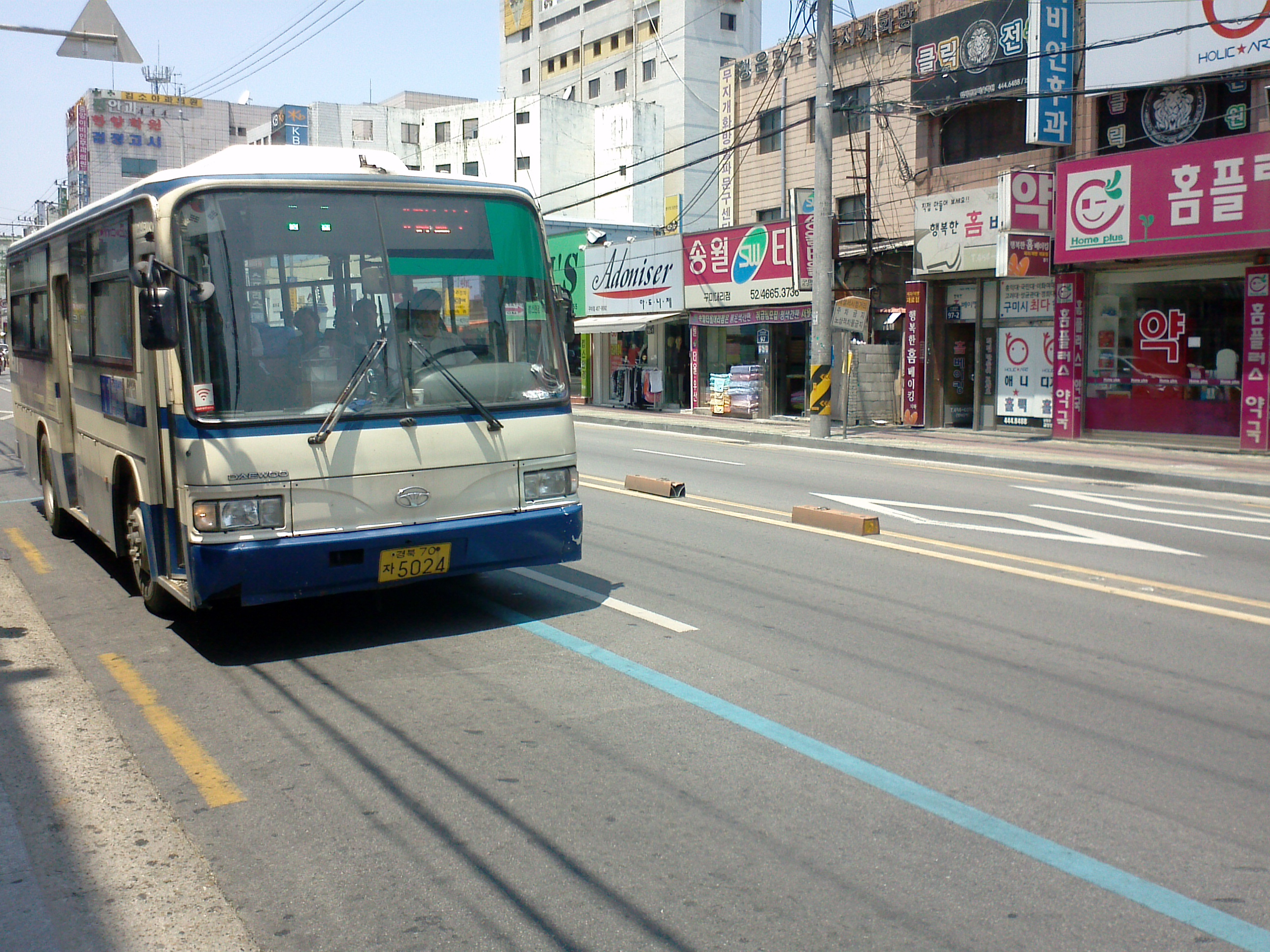
11번 노선을 운행하고 있는 5024호 차량
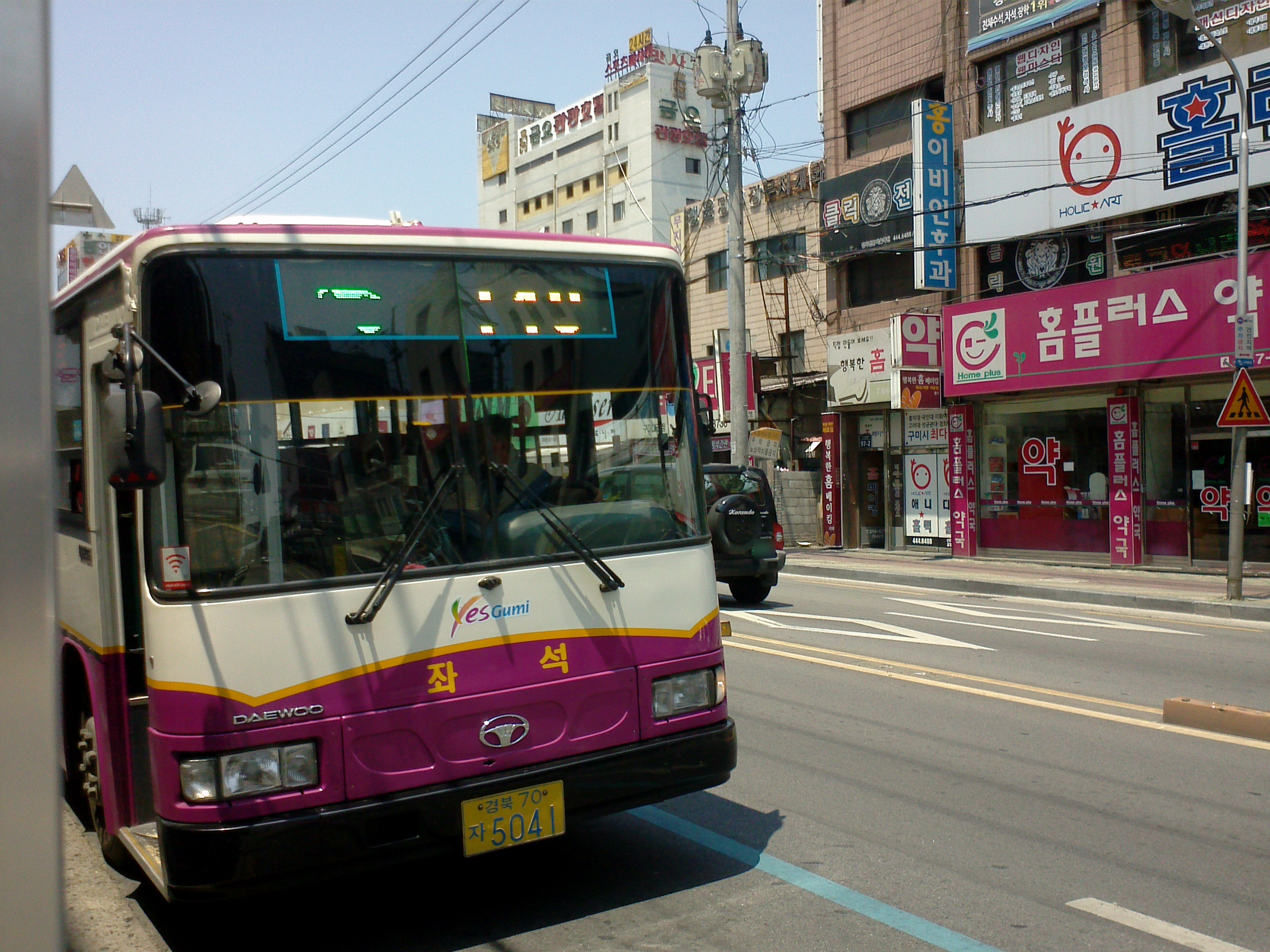
140번 노선을 운행하고 있는 5041호 차량
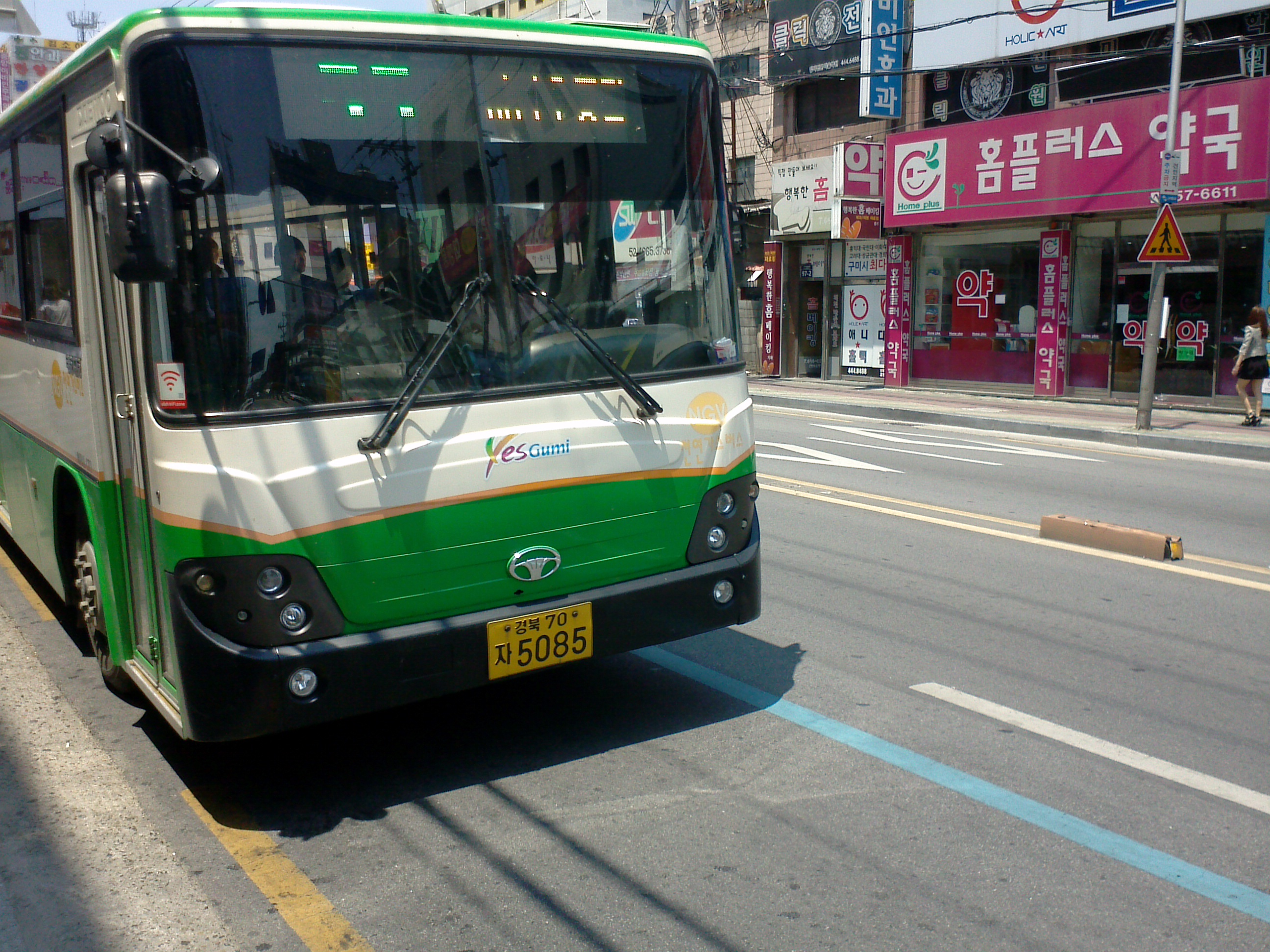
55번 노선을 운행하고 있는 5085호 차량
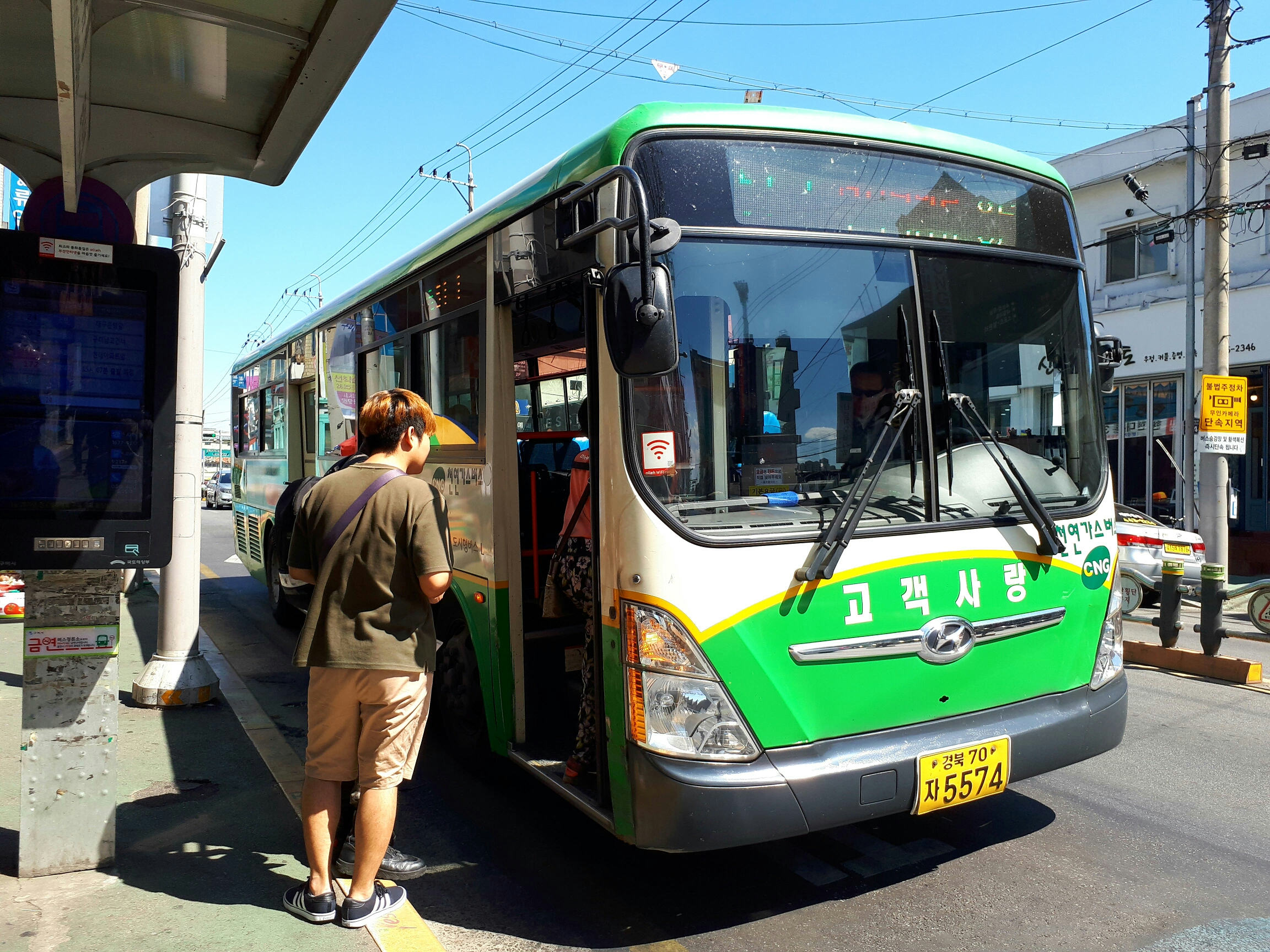
구미시내버스이며 노선번호는 알 수 없음